# 魚翅撈飯
魚翅撈飯，即是以魚翅拌飯或者佐飯，是香港1970年代至1980年代經濟繁榮時期，一种奢侈的飲食方式。在香港經濟向好，股票價格大幅上揚，投資者對飲食消費出手闊綽的浮華時期，也常被稱為「魚翅撈飯時代」，「魚翅撈飯」後來亦代指奢侈浪費。

## 起源及演變
魚翅原是一種高價食材，通常會被烹調成魚翅羹，在早年只會在香港的豪華婚宴上才會出現（到今時今日，魚翅亦不是在家常便飯中能隨便出現的菜色）。1970年代初，香港股市暢旺，人容易在短時間內，透過炒賣股票賺取大量金錢。為展示在股票市場賺得金錢的財氣，於是有食客叫酒樓以「紅燒翅」來撈白飯進食，以示即使是一碗平凡的白飯，也要撈起昂貴的魚翅。此後，越来越多人用鱼翅捞飯以示贏錢豪氣。經報紙再三刊載後，「魚翅撈飯」成為社會流行語，風氣至1973年香港股災始止。從此，「魚翅撈飯」此個名詞成為了香港股壇的禁忌語，因為隱喻當前浮華好景，將會終於股災。
除了「魚翅撈飯」外，「用龍蝦做早餐」、「用燕窩漱口」、「用紅酒來漱口」等奢侈揮霍做法也相繼被提出，並成為代表奢華生活的用語，其後在華人社會被廣泛宣揚。1980年代，台灣經濟同樣急速發展，中國大陸正值改革開放，造就社會出現一群新的富裕階層，魚翅撈飯的風氣也因此滲入兩岸的暴發戶生活。